# Biologie člověka

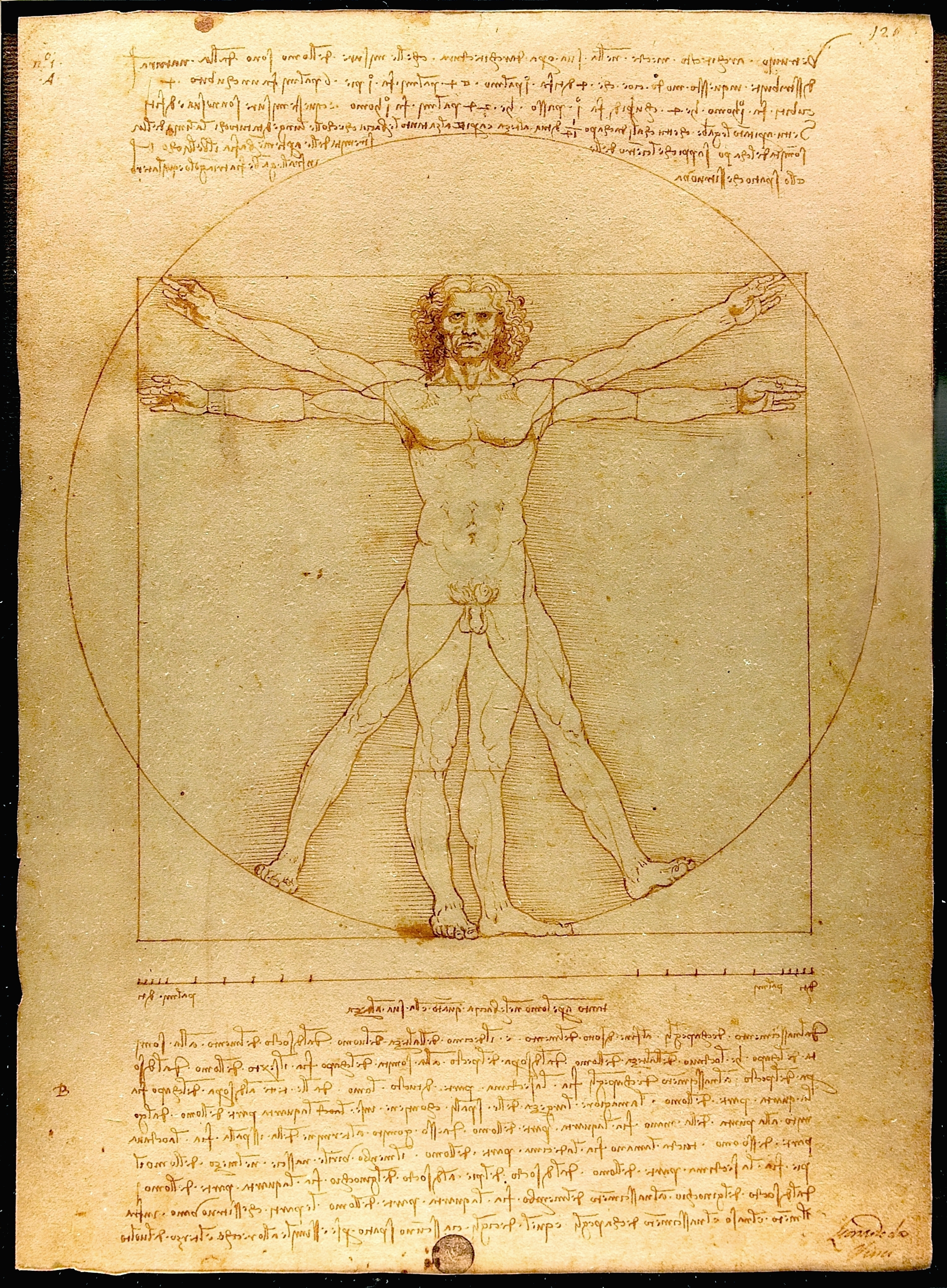
Proporční schéma Vitruviánského muže v kresbě Leonarda da Vinciho, z něhož lze odvodit tzv. zlatý řez (cca 1490, Gallerie dell'Accademia)

Biologie člověka je biologický vědní obor, který se skládá z několika oblastí:[zdroj?]
- antropologie = Zabývá se původem a vývojem člověka
- anatomie = Sleduje vnitřní stavbu lidského těla
- fyziologie = Studuje činnost a funkci orgánů lidského těla
- genetika = Je věda o zákonitostech dědičnosti a proměnlivosti organismů
- hygiena = Zkoumá vliv prostředí na lidský organismus
- patologie = Je nauka o nemocech a jejich příčinách